# グーフィーの催眠療法
『グーフィーの催眠療法』（グーフィーのさいみんりょうほう、原題：How to Sleep）は、ウォルト・ディズニー・プロダクション（現：ウォルト・ディズニー・カンパニー）が製作した1953年12月25日公開のアニメーション短編映画作品。グーフィーの短編映画シリーズの第47作目である。グーフィーの教室シリーズの第22作目。

## あらすじ
不眠症に陥ったグーフィーのストーリーを交えながら、ナレーターが睡眠について説明する。

## スタッフ
- 製作：ウォルト・ディズニー
- 監督：ジャック・キニー
- 作画：ジョージ・ニコラス、エド・アーダル、ジェリー・ハスコック
- 効果：ダン・マクマナス
- 脚本：ミルト・シェーファー、ニック・ジョージ
- 美術：ブルース・ブッシュマン
- 背景：クラウド・コート
- 音楽：エドワード・プラム

## キャスト
| キャラクター | 原語版             | 旧吹き替え版 | 新吹き替え版 |
| ------------ | ------------------ | ------------ | ------------ |
| グーフィー   | ピント・コルヴィグ | 小山武宏     | 島香裕       |
| 上司         |                    |              |              |
| ナレーター   |                    | 江原正士     | 大平透       |